# Agrotis alexandrlensis
Agrotis alexandrlensis är en fjärilsart som beskrevs av Bethune-Baker 1894. Agrotis alexandrlensis ingår i släktet Agrotis och familjen nattflyn. Inga underarter finns listade i Catalogue of Life.